# Гололобовка (Могилёвская область)
Гололо́бовка (бел. Галалобаўка) — деревня в составе Михеевского сельсовета Дрибинского района Могилёвской области Республики Беларусь.

## Географическое положение
Близлежащие деревни:
- Тёмный Лес

## Население
- 1999 год — 13 человек
- 2010 год — 3 человека

На 2009 год — 4 двора в разных местах населённого пункта.